# Bushmoor
Bushmoor – osada w Anglii, w hrabstwie Shropshire. Leży 26 km na południe od miasta Shrewsbury i 215 km na północny zachód od Londynu.